# Saturní (artista)
Saturní (en llatí Saturninus) va ser un gravador romà, un del més notables de l'època d'August.
Es conserva com obra seva un camafeu gravat amb la cara d'Antònia Menor, l'esposa de Drus el Vell, amb la inscripció ΣΑΤΟΡΝΘΙΝΟΥ. Aquesta joia va pertànyer a la família Arcieri de Roma, i al segle xix va ser propietat de la reina de Nàpols Carolina Murat.